# Die Tochter (2017)
Die Tochter ist ein deutsches Familiendrama der Berliner Regisseurin und Drehbuchautorin Mascha Schilinski aus dem Jahr 2017. Der Film schildert eine Dreiecksbeziehung zwischen zwei getrennt lebenden Elternteilen (dargestellt von Karsten Antonio Mielke und Artemis Chalkidou) und ihrer gemeinsamen Tochter Luca (dargestellt von Helena Zengel). Der Debütfilm – der ausschließlich mit diesen 3 Schauspielern auskommt – wurde in weiten Teilen vor der Kulisse der griechischen Insel Santorini gedreht mit ihren menschenleeren Naturlandschaften und engen Gassen mit weißen Häusern.
Die Uraufführung des Films fand am 12. Februar 2017 im Wettbewerb der 67. Berlinale statt, wo das Drama für den Preis als Bester Erstlingsfilm nominiert war. Der offizielle Kinostart in Deutschland war am 17. Mai 2018.

## Handlung
Lucas Eltern Jimmy und Hannah lassen sich scheiden, als Luca fünf Jahre alt ist, und leben seitdem getrennt.
Als sie zwei Jahre später zu dritt auf eine griechische Vulkaninsel fahren, um dort das alte Ferienhaus zu renovieren und es für den Verkauf vorzubereiten, kommt sich das zerstrittene Ehepaar unvermutet wieder näher, als sie – während Luca allein am Strand ist – bei der Arbeit einen gemeinsamen Rhythmus finden. „Er poliert eine Tür, sie kratzt Farbe ab, sie kommen in einen gemeinsamen Takt, sie spielen sich aufeinander ein – eine wunderbare Szene, in der die Liebe wieder zu glimmen beginnt.“
Luca, die die letzten Jahre viel beim Vater verbracht hat und ein enges Verhältnis zu ihm hat, während sie die Mutter als störende Rivalin um die Zuneigung des Vaters betrachtet, ist von dem neuen Liebesglück ihrer Eltern nicht begeistert.
Die eifersüchtige Tochter Luca versucht nun, die neu aufkeimende Liebesbeziehung ihrer Eltern zu sabotieren und sie gegeneinander auszuspielen.
Mit ängstlicher Sorge betrachtet Luca, dass Jimmys Herz nicht in Ordnung ist. „In fast surrealen Bildern sehen wir das Herz pulsieren“. Als Jimmy einmal Atemnot hat, zaubert Luca einen Schutzkreis um ihn. Ein anderes Mal wischt Luca im Zorn den Zauber-Schutz um Jimmy weg.
Luca weist die Mutter zurück und glaubt, dass sie nicht ihre biologische Mutter und sie vielleicht kurz nach der Geburt vertauscht worden sei. Das Komische dabei wäre – sagt sie –, dass Jimmy schon ihr richtiger Vater wäre. Luca droht abzuhauen und nicht wiederzukommen. Sie stellt sich vor, sie wäre tot und alle würden bis an das Ende ihres Lebens bereuen, was sie ihr angetan haben.

## Rezeption
Der Film wird als „moderne Interpretation des Elektra-Mythos“ gesehen.
Harald Mühlbeyer sieht als das Spannende an diesem Film „wie hier die Tochterperspektive als voll genommen wird und zugleich ihre Limitiertheit gezeigt wird. Der Vater ist nicht das umschwärmte Idol als das Luca ihn anhimmelt. Er ist da, wenn er es einrichten kann – doch immer wieder taucht er ab, meldet sich nicht. Seine Wohnung ist zugemüllt, er ist Handwerker, hat abends keinen Nerv, aufzuräumen und zu spülen. Hannah muss den Alltag regeln, die Wohnung kindgerecht halten.“
Kritisch wird angemerkt, dass die Geschichte „durch überdeutliche Symbolismen und psychologisch auserzählte Motive in der Umsetzung erheblich geschmälert“ wird. „Anleihen beim Psychothriller und eine überzogene Elektro-Pop-Filmmusik sind ebenso wenig förderlich.“
Oliver Armknecht merkt an, dass die Beispiele „im Grunde (…) nur Variationen desselben Themas sind. Auf Dauer ist das doch ein wenig eintönig. Zumindest phasenweise ist Die Tochter aber ein überzeugendes Drama darüber, wie furchtbar kompliziert das Familienleben sein kann. Darüber, was es heißt, Mensch zu sein, jemanden zu lieben und doch nicht miteinander zu können“.